# 大島信太郎
大島 信太郎（おおしま しんたろう、1914年8月5日 - 1995年2月24日） は、日本の技術者。国際電信電話副社長や、電気通信学会会長、テレビジョン学会会長などを歴任した。紫綬褒章受章。

## 人物・経歴
1940年九州帝国大学工学部電気工学科卒業、国際電気通信入社。名古屋大学工学部助教授を経て、1950年電気通信研究所入所。喜安善市の下で研究に従事した。1954年国際電信電話入社。1962年九州大学工学博士。国際電信電話取締役研究所長を経て、1977年国際電信電話副社長、電気通信学会会長。1979年テレビジョン学会会長。独創的電気通信研究を行った。紫綬褒章、勲三等旭日中綬章受章。